# Check-in

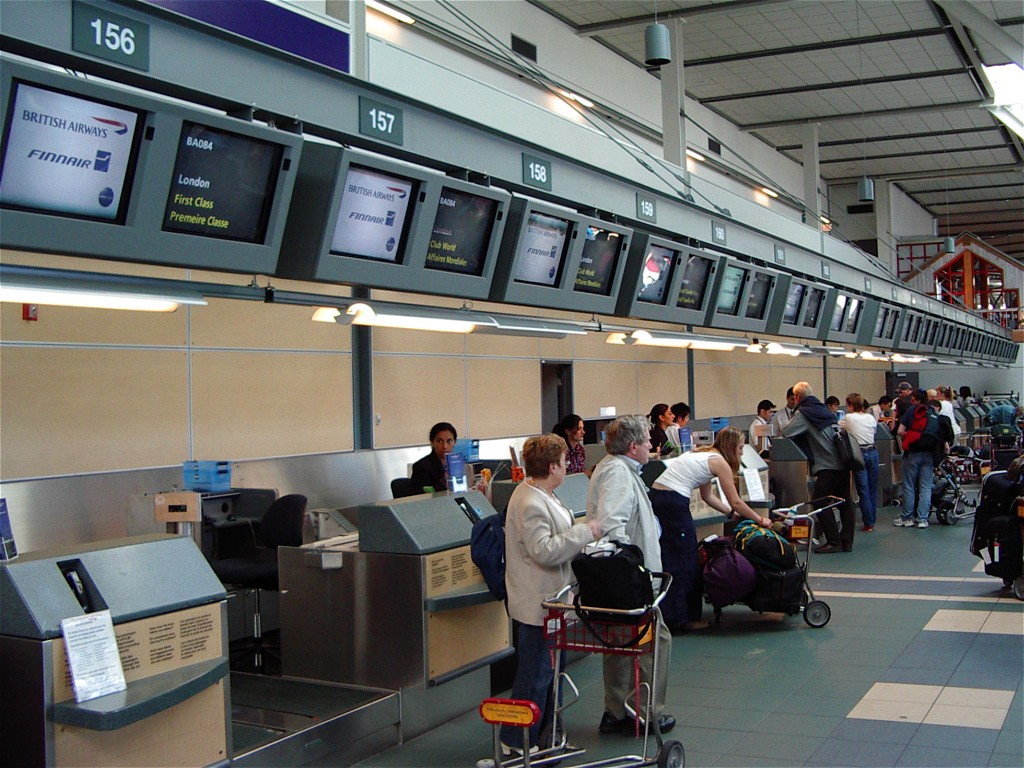
Registo de entrada no Aeroporto Internacional de Vancouver, no Canadá

O registo de entrada (português europeu) ou registro de entrada (português brasileiro), em inglês check-in ([tchéc in]), é o primeiro passo a ser efetuado pelo passageiro de transporte aéreo ao chegar no aeroporto para o embarque. Consiste no procedimento de apresentação do passageiro ao balcão da companhia aérea (ou agências que fazem o registo), munido de seus documentos e bagagem. É emitido, então, o bilhete de passagem; a bagagem 

## Registo de entrada em hotéis
Esta mesma nomenclatura é usada também pelas agências de viagens e pela rede hoteleira para identificar a entrada do hóspede em um hotel. É composto pela verificação de reserva, o preenchimento do boletim de ocupação hoteleira, a apresentação das acomodações e a entrega da chave das mesmas ao hóspede. Falando de forma genérica, o termo simplesmente significa a entrada de uma pessoa e/ou um grupo de um determinado local.